# Kim Ki-duk
Kim Ki-duk (Hangul: 김기덕|; Hanja: 金基德|) (Bonghwa, 20 de dezembro de 1960 – Letônia, 11 de dezembro de 2020) foi um cineasta sul-coreano. É um dos mais conhecidos representantes da vanguarda cinematográfica desse país. Provem de uma família de classe operária e não recebeu formação técnica como cineasta, começando sua carreira a uma idade relativamente tardia de 33 anos como roteirista e diretor.
Autor de uma dezena de obras às vezes altamente experimentais, é sensível o ritmo pausado de seu cinema, o forte conteúdo visual muitas vezes sangrento, o parcimonioso uso do diálogo e a ênfase em elementos criminais ou marginais da sociedade. Este último reflete a posição de Kim dentro da sociedade sul-coreana em general, e o âmbito fílmico em particular.
Foi agraciado com um Urso de Prata de Melhor Diretor no Festival Internacional de Cinema de Berlim em 2004 por Samaria e um Leão de Prata em Veneza por Bin-jip no mesmo ano.
Morreu em 11 de dezembro de 2020 de COVID-19 na Letônia.

## Filmografia
- Ag-o (1996) : Crocodile
- Yasaeng dongmul bohoguyeog (1996) : Wild Animals
- Paran daemun (1998) : The Birdcage Inn
- Shilje sanghwang (2000) : Real Fiction
- Seom (2000) : The Isle (A ilha)
- Suchwiin bulmyeong (2001) : Address Unknown (Endereço desconhecido)
- Nabbeun namja (2001) : Bad Guy
- Hae anseon (2002) : The Coast Guard (A guarda costeira)
- Bom yeoreum gaeul gyeoul geurigo bom (2003) : Spring, Summer, Fall, Winter... and Spring (Primavera, Verão, Outono, Inverno... e Primavera)
- Samaria (2004) : Samaritan Girl
- Bin-jip (2004) : 3-Iron (Casa vazia)
- Hwal (2005) : The Bow (O arco)
- Shi gan (2006) : Time
- Breath (2007) : (Sem fôlego)
- Bi-mong (2008)
- Arirang (2011) : documentário
- Amen (2011)
- Pietà (2012)
- Moebiuseu (2013) : Moebius
- IIdaeil (2014) : One on One
- Seu-top (2015) : Stop
- Geumul (2016) : (A Rede)
- Inkan, gongkan, sikan grigo inkan (2018) : (Humano, Espaço, Tempo e Humano)
- Din/3,000 (2019) : Dissolve